# 태극도 (종교)
태극도(太極道)는 정산(鼎山) 조철제(趙哲濟, 1895년 ~ 1958년)에 의하여 만들어진 수도단체이다. 증산(甑山) 강일순(姜一淳)과 도주인 정산(鼎山) 조철제(趙哲濟)를 신앙의 대상으로 하고 있으며, 1921년 전라북도 정읍(井邑)에서 창도한 무극대도(無極大道)가 모체이다. 1945년 태극도를 창도하고 1948년 공표하여 오늘에 이른다.

## 역사
창도자인 조철제는 1895년 을미년에 경상남도 함안군 칠서면 회문리에서 태어났다.
15세이던 1909년 4월 28일 만주로 망명하여 항일 투쟁할 하던 부친과 함께 만주로 가던 중 대전역 부근에서 강증산으로부터 계시로서 천명과 신교를 받는다.(봉천명)
이 때 계시로 정산이라는 호를 받고 본인이 증산상제의 삼계공사의 뒤를 이을 진주임을 깨닫게 된다.(증산(甑山)의 증은 시루 증(甑), 정산(鼎山)의 정은 솥 정(鼎)으로 증산과 정산은 시루와 솥의 관계로 시루는 솥이 있어야 떡을 지을 수 있듯이 증산의 삼계공사 뒤를 이을 진주라는 것을 호를 통해 암시함.)
만주로 간 후 중국의 여러 곳을 다니며 9년 동안 구세재민의 공부를 하던 중 23세인 1917년 강증산 상제로부터 계시를 받고 득도하였다.
그 후 조선으로 돌아가 본소를 찾고 삼천(천명(天命), 천서(天書), 천보(天寶))중 천서와 천보를 받으라는 증산상제의 계시에 의해 귀국한다.
1919년 정월 3년간의 노력으로 우여곡절 끝에 유족(어머니 권씨, 부인 정씨, 여동생 선돌부인, 무남독녀 강순임)이 머물고 있는 본소를 찾아 유족과 상봉하게 된다. 이 본소의 벽속에 비밀스럽게 감추어져 있던 천서(주문과 현무경)를 찾게 된다. 이 본소는 증산상제가 화천하기 일년 전 매입해 직접 수리하시고 동생인 선돌부인에게 살게 하신 집이었다.
이해 9월 보천교에 보관되어 있던 천보인 둔궤를 모셔온다.
증산상제의 명으로 삼천(천명, 천서, 천보)을 구비한 후 1921년 '무극대도'를 창도한다.
1925년 전라북도 정읍군 태인면 도창현에 무극도장 영대와 도솔궁의 건물을 영건한다.
영건 후 무극도의 신조와 강령 요체. 도규를 공포하는 등 체제를 정비한다.
신조 : 음양합덕(陰陽合德)․신인조화(神人調化)․해원상생(解寃相生)․도통진경(道通眞境)
사강령 : 안심(安心)ㆍ안신(安身)ㆍ경천(敬天)ㆍ수도(修道)
삼요체 : 성(誠)ㆍ경(敬)ㆍ신(信)
무극도를 창도한 후 도세는 급격하게 성장해 전성기엔 신도수가 10만이 넘기도 했었다.
1936년 일제의 종교해산령에 의해 무극도는 해산되었다.
도인들을 해산시키면서 조철제는 무극도인에게 각자 귀가하여 내가 다시 찾을 때를 기다리고 나중에 다시 만나자고 한다.
무극도 해산 후 조철제는 10년간의 인고의 세월을 보낸 후 1945년 8·15 이후 부산에서 태극도를 창도하였고 1948년 태극도를 공식적으로 선포한다.
태극도는 이 후 그 도세가 다시 확장되어 1958년 조정산 도주가 화천하기 전까지 그 수는 수십만에 이르게 된다.
1957년 4월 후천 오만년 유일무이한 진리의 성전이라고 하는 대강전을 사하구 감천동에 건립하고 11월에 태극도의 생명이라고 할 수 있는 핵심 공부법방인 시학공부와 시법공부를 개시한다.
1958년 2월 28일 50년 공부의 종필(마침)을 선언하고 3월6일 선화하였다.
조정산 도주의 선화 이후에는 교단 내 분란이 있었고 이로 인해 1968년 당시 도전인 박한경이 도전직을 물러난다는 배퇴성명서를 남기고 태극도를 떠나 잠적한다.
1969년 박한경은 서울의 중곡동에서 새로운 종단인 대순진리회를 설립하였다.
부산의 태극도는 유일무이한 진리의 성전인 대강전을 떠나지 말라는 조정산 도주의 유명에 의해 감천동에 여전히 남아서 태극도라는 명칭을 계속 사용하고 있다.
태극도 도인들은 조정산 도주가 50년 동안 사람이 견딜수 없는 고행을 겪으면서 만들어 놓은 진법공부 법방 그대로 여전히 공부하고 있으며, 이것은 도주의 유언으로 도인들에게 당부한 것이었다.
이들은 1996년 종통계승자라고 따르던 박한경 도전이 아무 말씀 없이 돌아가신 이후 진법을 찾아 태극도로 다시 들어오신 분들이다. 태극도인들은 특히 2011년부터 현재까지 도주 조정산께서 "법방 바로세우기"를 전수도인들이 자발적으로 수행하고 있다.
지금 태극도 본부인 대강전은 전국에 있는 도인들의 자발적인 공부 참여로 활기가 넘치고 있으며 도인들이 바르게 수도하고 깨달음을 얻기 위한 다양한 프로그램도 활발하게 돌아가고 있다.
한 편 태극도 본부가 있는 부산 감천동은 최근 태극도 마을이라는 이름에서 감천문화마을이라는 이름으로 바뀌고 나서부터 전 세계 관광객들이 모여들고 있다.

## 비판
전라북도 고부 출신의 강일순(姜一淳, 1871년 음력 9월 19일 ~ 1909년 음력 6월 24일)으로부터 생겨난 증산교는 강일순은 특별히 종파를 만들지 않았고, 오로지 비겁에 빠진 인간과 신명을 널리 건져 지상선경(地上仙境)을 열기 위한다는 '천지공사'에만 매진한 인물로 알려져 있다. 1909년 강일순의 사후, 그의 부인인 수부 고판례가 선도교를 만든 것이 증산교의 시초이다. 이후 증산 강일순의 제자이며 고부인측의 측근이었던 차경석이 고판례의 선도교로부터 분리되어서 보천교라는 증산교계열의 최대 종파를 만들었으며 신자간에 내부적 갈등을 겪으면서 여러 세부 종파로 갈라지게 되었다.
한편 제자로 있던 인물들이 '천지공사'가르침을 자체적으로 연구하여 종파를 세우는데 바로 정산 조철제가 세운 무극대도교이었다. 일제강점기에는 민족종교를 탄압을 받으며 해체일로에 있다가 광복 이후, 수많은 증산교단들이 다시 부활하여 난맥을 이루는데, 이 중에서 보천교의 신자로서 추정되는 안운산이라는 인물이 강증산의 교리를 연구하여 새로운 종파를 세운 것이 증산도의 전신이다.
무극대도교는 태극도로 바뀌면서 조정산이 이끌다가 조정산이 화천하자 뒤를 이어 박한경이라는 인물이 태극도의 계승을 주장하며 원로태극도인들과 물리적 마찰을 겪게 된다.
이에 박한경은 부산 태극도를 떠나 서울로 올라와 새로 포교당을 열고 새 종파를 건립한 것이 바로 대순진리회이다. 그러나, 태극도는 부산 감천에서 독립적으로 지금까지 도주의 뜻을 계승하면서 수도하고 있다.

## 같이 보기
- 강증산
- 증산교